# Clan Hatano
Le clan Hatano est un clan du Japon médiéval qui descend de Fujiwara no Hidesato, clan disparu lors de l'époque Sengoku. Le clan s'installe pour huit générations dans la province de Tamba. Les Hatano sont des vassaux du puissant clan Miyoshi. Le clan est détruit par Nobunaga Oda en 1579. Cependant, une branche secondaire du clan parvient à survivre dans la province d'Echizen.

## Membres du clan
- Hatano Kawakatsu
- Hatano Tsunenori
- Hatano Tanemichi
- Hatano Hidemichi, fils de Hatano Tanemichi
- Hatano Hidenao, fils de Hatano Tanemichi
- Hatano Harumichi
- Hatano Hideharu, fils de Hatano Harumichi, mort en 1579
- Hatano Motohide